# Zadkiel
Zadkiel (heb. צדקיאל, Božja pravednost), arkanđeo slobode i milosrđa. Ne spominje se u kanonskim spisima Svetog pisma.
Prema Zoharu, Zadkiel je jedan od dva anđela koja pomažu arkanđelu Mihovilu kada ide u borbu. Drugi izvor smatra ga jednim od vođa reda shinanim (Gospodstva) i jednim od devet vladara nebesa. Također, spominje se kao jedan od sedmorice arkanđela koji obitavaju uz Boga. Nadalje, postoji tumačenje po kojemu je Zadkiel anđeo koji je spriječio Abrahama da žrtvuje svoga sina.